# 人權公約施行監督聯盟
人權公約施行監督聯盟（英語：Covenants Watch）是臺灣人權團體，簡稱人約盟，前身為「兩公約施行監督聯盟」（簡稱「兩約盟」），成立於2009年12月10日，為監督政府落實2009年4月立法院通過的《公民與政治權利國際公約及經濟社會文化權利國際公約施行法》而成立。之後因立法院陸續通過其他人權公約施行法，擴大工作範圍，遂改名為「人權公約施行監督聯盟」，並於2016年正式立案。
人約盟也是國際人權聯盟（FIDH）、亞洲人權與發展論壇、亞洲NGO監督國家人權機構網絡（ANNI）、經濟民主連合等組織成員，亦參與李明哲救援大隊、邱和順救援大隊等個案救援行動。

## 團體宗旨
人約盟以監督政府落實國際人權公約及倡議人權保障機制為宗旨。
人約盟目前工作除了推廣國際人權機制，並主張其餘國際人權公約及任擇議定書國內法化，督促政府設置國家人權機構，提升政府與其他專業人員的人權知能，與強化台灣人權保障。

## 團體成員
人約盟是由數十個組織與個人組成的聯盟，涵蓋了各個人權領域：台灣人權促進會、臺灣廢除死刑推動聯盟、西藏台灣人權連線、民間司法改革基金會、台灣勞工陣線、台灣原住民族政策協會、台灣冤獄平反協會、西藏台灣人權連線、台灣國際醫學聯盟、台灣健康人權行動協會、環境法律人協會、原住民族青年陣線、台灣少年權益與福利促進聯盟、台北市行無礙資源推廣協會、台北市新活力自立生活協會、宜蘭縣漁工職業工會、台灣障礙者權益促進會、台灣同志諮詢熱線協會等等。

## 關注議題

### 人權公約

#### 公約審查機制
台灣非聯合國會員國，不像各人權公約的締約國一樣，必需定期提交國家人權報告給各公約的條約機構（也就是各公約的委員會），在日內瓦進行報告審查。
人約盟在2009年立法院通過《兩公約施行法》之後，就一直與其他民間團體共同討論，如何建立一套可以比照聯合國的審查模式。人約盟會同成員團體說服政府採行符合聯合國標準模式，邀請曾有審查經驗的國際專家來台進行實體審查，並設立「指導小組」以促進法務部以公正中立的方式辦理國際審查。人約盟在該小組中提供多項具體的規劃建議，形成了台灣獨創的「在地審查」模式，獲得國際關家之肯任。此外，人約盟也一直扮演行政平台，在歷次審查產出國家人權報告的「平行報告」，讓審查委員得以充分得知台灣的人權狀況，以得出切中時弊的「結論性意見與建議」。

#### 兩公約
在2013年的第一次兩公約審查與2017年第二次兩公約審查，人約盟皆串聯數十個組織共同提出影子報告並出版《2011年臺灣人權報告—兩公約民間社團影子報告》、《回應兩公約初次國際報告結論性意見與建議》2016影子報告、《經濟社會文化權利國際公約第二次國家報告》2016影子報告以及《公民與政治權利國際公約第二次國家報告》2016影子報告。

#### 身心障礙者權利公約
2014年，立法院通過《身心障礙者權利公約施行法》，正式將CRPD內國法化，並於2017年舉辦第一次CRPD審查。人約盟以協助編纂兩公約審查影子報告的經驗，與16個團體（半數為身心障礙團體）共同提出CRPD審查的影子報告。

### 國家人權委員會
公民團體從1999年開始倡議政府應設立國家人權委員會，人約盟自成立就把推動人權委員會視為工作目標。人約盟多次與立法委員合作，在立法院召開記者會呼籲政府重視此議題，2014年也與尤美女委員合作正式提案。人約盟在2013年兩公約初次國際審查的平行報告中提醒審查委員，促使「結論性意見與建議」中以顯目的方式要求政府設置國家人權委員會。2014年在總統府人權諮詢委員會成立五人小組討論國家人權委員會的設置方式，其建議模式包含總統府、行政院、獨立機關等方式，而監察院另有提案。由於方案眾多，政府一直未能採取行動。

有鑑於此，人約盟於2017年邀請了國際專家Rosslyn Noonan率領團隊在亞太人權論壇（Asia Pacific Forum）的支持下來台進行評估。其評估報告在總統府人權諮詢委員會受到充分討論，並促使政府決定最後方案。Noonan報告指出，考量台灣五權分立的架構，以及修憲的困難，因此在既有政府架構下，監察院獨立監督政府的職權與國家人權委員會最相近；該報告也指出監察院必需進行大規模的組織與功能轉型，才符合巴黎原則。總統府於其後致函監察院，要求監察院參考人權委員會意見，規劃設置國家人權委員會。
2019年12月10日立法院通過《監察院國家人權委員會組織法》，於監察院設置國家人權委員會，2020年8月1日正式掛牌。

### 企業與人權
越南河靜鋼鐵廠事件發生後，雖然台塑付清賠償金並公開道歉，當地民眾每人卻只獲得2,430美元的賠償金，相當於越南一個人一年的開支，有些人甚至沒有接受到任何補償；另一方面，越南政府針對抗議者進行逮捕，多人被起訴並判刑。該案除在越南當地引發抗議，民間團體和越籍人士也曾利用台塑股東會期間，聚集在場外抗議，要求台塑公布檢測數據。

鑒於該案受害者在越南無法獲得適當法律處分，人約盟與環境法律人協會等公民團體於2019年6月協助受害者在台北地方法院提起訴訟，遭台北地院以「無管轄權」為由予以駁回，又於裁定公布當月提起抗告，2020年3月20日，高院仍以相同理由裁定駁回。2020年4月17日，再次向最高法院提起再抗告。

### 難民庇護
難民法的訂定起源於2005年，至2019年11月，已歷經立法院四個屆期，累積數十個版本的法案。難民法草案曾在2016年一讀初審通過，然而因兩岸政治因素遲遲未有進展，群眾關注程度也較低，2019年香港爆發反送中運動，難民法的議題才在台灣開始被關注。

2020年6月20日，人約盟、台權會等19個民間團體於世界難民日舉辦記者會，公布難民法案民間版本，並由民間團體與政黨連署共同提案。在草案中，民間團體主張不遣返原則，並建立嚴謹的難民資格認定機制；此外，該草案對於難民的適用限於外國人和無國籍人，而無法保障中港澳的尋求庇護者，民間團體主張在相關條例中融入難民法之精神。

## 個案救援

### 李明哲案
李明哲於2017年3月19日失聯後，家屬在3月28日與多個民間團體召開記者會，希望中國政府做出相關說明，並在4月發起連署。隨後，人約盟、台權會等聲援團體向聯合國強迫失蹤工作組提出緊急申訴，強迫失蹤工作小組於6月受理此案，並邀請人約盟、台權會及家屬9月至日內瓦報告。2017年8月，民間司法改革基金會、人約盟等數十個NGO組成李明哲救援大隊。

2018年2月，人約盟再次到布魯塞爾針對李明哲案進行報告，後於中國接受聯合國人權理事會普遍定期審查前，與其他聲援團體一起針對李明哲案提出建議報告，並獲得聯合國官方報告引用，成為正式審查時的參考依據。。同年6月4日，台灣人權團體舉辦六四紀念晚會，並在晚會發言中聲援李明哲。

2018年10月，李明哲因不明原因遭移監至河北燕城監獄，11月再次被移監回赤山監獄，聲援團體對移監一事發表聲明，指出中國違反國際人權最低標準。針對中國任意移監之行為，人約盟向聯合國提出緊急申訴，聯合國函文報告於2019年初在網站公布任意逮捕小組等相關專家去函中國之信件。

2019年3月，李明哲遭逮捕兩周年，聲援團體發信給聯合國人權高級專員辦公室，提及李明哲遭受中國政府之人權侵害，其妻子李凈瑜亦被剝奪合法探監的機會。

2020年3月，李明哲遭逮捕三週年，新冠疫情爆發以來，其妻子李凈瑜無法探視李明哲。聲援團體召開記者會，強調救援行動仍然持續。人約盟也表示希望民眾繼續關注李明哲案。

### 西班牙案
西班牙警方於2016年12月破獲規模300人的電信詐騙集團，其中有多名台灣人涉案，截至2019年6月，已有218名台灣嫌疑犯被引渡至中國。

人約盟在聯合國人權專家發表聯合聲明後注意到此案，並於行政院人權保障推動小組會議提出此案，建議政府成立專案小組協助此訴訟事件。該事件發生後的兩年間，人約盟提供100多位台籍嫌犯家屬法律諮詢，並建議他們透過律師，以申請政治庇護等方式，暫緩遭遣送中國。 

西班牙同意中國的引渡要求後，台籍嫌犯的律師向西班牙法院提起行政訴訟，敗訴後提起政治庇護，亦遭西班牙政府拒絕。

### 邱和順案
2019年5月18日，台灣召開模擬亞洲人權法院，由臺大法學院、交大科法學院等單位主辦，第一個審理的案件即為邱和順案。

人約盟在本案中以法庭之友的角度提供意見書，意見書中指出，「禁止施加酷刑」或者「使用透過酷刑而取得的自白」已具有國際習慣法地位，無論政府是否簽署《禁止酷刑公約》皆有義務遵守。因此，人約盟建議模擬亞洲人權法院應再次確認台灣政府對相關公約的遵守情形，且除非檢方能提出足夠證據證明其罪刑，否則應廢止2011年最高法院即高等法院的決定。

人約盟亦是邱和順救援大隊的成員，於2020年4月20日遞交特赦請求書至總統府，建議總統蔡英文赦免並釋放邱和順。

## 人權教育

### 人權星期三
2016年7月20日起，人約盟開始於每個月舉辦一至兩場的人權星期三活動，以講座和公開討論等形式，邀請各領域的議題工作者，向大眾介紹人權議題。

### CRPD種子教師培訓
人約盟於2019年6月1日到2019年8月3日舉辦CRPD種子教師培訓工作坊，目的為培訓能夠了解並宣導CRPD內涵的種子教師，使各級政府機關、學校、企業理解CRPD的內容，並理解自身義務。

## 出版品

### 公約審查影子報告
1. Parallel Report On The Implementation Of The CEDAW
2. 「身心障礙者權利公約初次報告」2017平行報告
3. 「回應兩公約初次國際報告結論性意見與建議」2016影子報告
4. 「經濟社會文化權利國際公約第二次國家報告」2016影子報告
5. 「公民與政治權利國際公約第二次國家報告」2016影子報告
6. 《2011年臺灣人權報告—兩公約民間社團影子報告》

### 國家人權機構相關資源
1. 系統性人權侵害之國家詢查執行手冊（中文翻譯）
2. 關於促進和保護人權的國家機構之地位的原則 （巴黎原則）（中文翻譯）
3. 2017年台灣國家人權機構評估報告（中文翻譯）
4. 國家人權機構全球聯盟關於人權捍衛者（尤其是女性）的《馬拉喀什宣言》（中文翻譯）
5. Taiwan NHRI Assessment Report 2017

### 人權教育
1. CRPD話重點——認識《身心障礙者權利公約》的關鍵15講

## 歷任召集人、執行委員

### 召集人
- 黃文雄（2009）
- 高涌誠（2009-2011)
- 黃嵩立（2011-）

### 執行委員
| 年份           | 委員 |
| -------------- | --- |
| 2016年以前     | 王幼玲、林仁惠、林佳範、林欣怡、邱伊翎、唐博偉、徐偉群、翁國彥、陳俊宏、黃怡碧、廖福特                                 |
| 2016年至2018年 | 黃嵩立、林欣怡、施逸翔、高榮志、林仁惠、孫友聯、廖福特、梁組盈、徐偉群、陳俊宏、黃文雄、邱伊翎、羅士翔、陳旻園         |
| 2018年至2019年 | 黃嵩立、林欣怡、施逸翔、邱伊翎、林子琳、林君潔、孫友聯、陳雨凡、陳旻園、梁組盈、許朝富、羅士翔、徐偉群、黃文雄、蔡瑩芝 |

## 外部連結
- 人權公約施行監督聯盟 （页面存档备份，存于）
- 人權公約施行監督聯盟facebook粉絲專頁 （页面存档备份，存于）